# Aleid Wolfsen

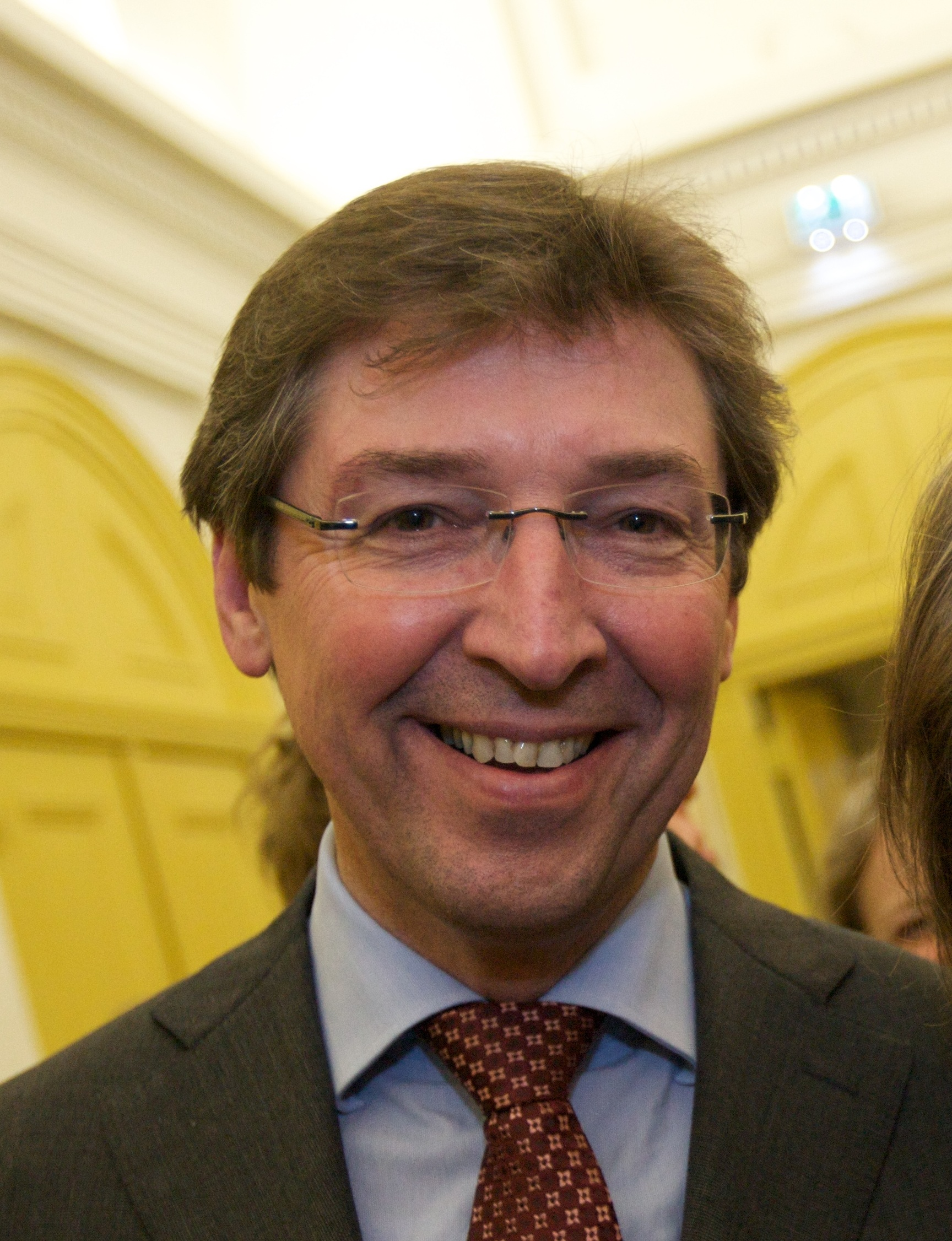
Aleid Wolfsen

Aalt (Aleid) Wolfsen (* 23. Februar 1960 in Kampen) ist ein niederländischer Jurist und Politiker der Partij van de Arbeid (PvdA).
Wolfsen hat zuerst als Jurist gearbeitet, unter anderem als Justizfachangestellter und Richter. Als Politiker war er von 1994 bis 1998 Mitglied des Gemeinderats von Oldebroek und von 2002 bis 2008 Mitglied der Zweiten Kammer des niederländischen Parlaments. Von 2008 bis 2013 war er Bürgermeister von Utrecht.
Seit dem 1. August 2016 ist er Vorsitzender des Autoriteit Persoonsgegevens.